# Josep Maria Batista i Roca
Josep Maria Batista i Roca (Barcelona, 23 de junio de 1895-Barcelona, 27 de agosto de 1978) fue un historiador, etnólogo y político español, considerado uno de los fundadores de la antropología de base científica en Cataluña.

## Biografía
Nacido en el Barrio de la Ribera en Barcelona en 1895, estudió derecho y letras en la Universidad de Barcelona en 1911, donde fue uno de los fundadores del Archivo de Etnografía y Folklore de Cataluña en 1917 e hizo amistad con Francisco Cambó. Residió algunos años en Londres y Oxford, donde se dedicó a la etnología. Publicó un catálogo de las obras lulianas de Oxford (1915-1916), y comenzó sus investigaciones, continuadas posteriormente, sobre la situación de los exiliados catalanes en Inglaterra y el sur de Francia durante el siglo XIX. Allí le sorprendió la Primera Guerra Mundial y estuvo un tiempo en Dublín, donde fue influido por el movimiento nacionalista irlandés.
Fue uno de los fundadores del escultismo catalán, junto con el doctor Pere Gabarró i García, y en 1927 impulsó posteriormente con Mn. Antoni Batlle la organización de los Minyons de Muntanya de la que fue Jefe Scout Nacional hasta 1959. También fue uno de los fundadores de la revista Excursionisme. El año anterior, cuando fue detenido el pelotón de la Bandera Negra que intentó asesinar al rey Alfonso XIII en el complot de Garraf, se hizo cargo de la Sociedad de Estudios Militares (SEM), que intentó convertir en ORMICA (Organización Militar Catalana), y que integró el Grupo 1640, organización secreta y clandestina.
Cuando Francesc Macià proclama la República Catalana el 14 de abril de 1931, creó con Pere Màrtir Rossell i Vilar y con Miguel Arcángel Baltà i Botta la Guardia Cívica en torno al President, para defender la República Catalana recién constituida, y que con el tiempo habría de convertirse en la Guardia Nacional de Cataluña. Poco después creó la agrupación patriótica Palestra, fuerza influida por sokols checoslovacos.
En mayo de 1934 suscribió el manifiesto Per la conservació de la raça catalana, en el que, mostrándose la preocupación por la «inmigración forastera difícilmente controlable», pedía la colaboración en la «tarea humanitaria y patriótica de asentar las bases científicas de una política catalana de población» y planteaba la posibilidad de crear una «Sociedad Catalana de Eugénica». De facto, Batista i Roca fue uno de los primeros autores que escribieron estudios etnográficos y raciológicos basados sobre la raza histórica catalana en la década de 1880, que afirmaban que los catalanes son de origen ario, germánico y celta, una casta superior; frente a los castellanos relacionados con semitas, africanos, bereberes y judíos, pueblos inferiores.
Durante los hechos del seis de octubre de 1934 apoyó la proclamación del presidente Lluís Companys. Más tarde, el 23 de junio de 1938, haría gestiones en Londres como delegado de la Generalidad de Cataluña con Nicolás María Rubió Tudurí para conseguir firmar un armisticio que aislara a Cataluña de una España que veía ya en manos de Franco.
Al terminar la Guerra Civil Española en 1939 se exilió en Inglaterra, donde fue profesor de historia en el Trinity College de la Universidad de Cambridge y conoció Arnold Joseph Toynbee. Ahí promovió la formación de una escuela de investigadores ingleses sobre temas catalanes y fue uno de los promotores de la Anglo-Catalán Society. Profundamente nacionalista, en 1940 fue secretario del Consejo Nacional de Cataluña en Londres bajo Carles Pi i Sunyer, representó el PEN Club catalán, defendió los derechos de Cataluña a la UNESCO y a otras instancias internacionales, y posteriormente fue el principal promotor del Consejo Nacional Catalán, surgido de la I Conferencia Nacional Catalana celebrada en México en 1953, junto con Gaspar Alcoverro, Joan Ballester i Canals, Carles Muñoz Espinalt y Joan Lucas y Masjoan.
En 1976 volvió del exilio y contribuyó al conocimiento del problema catalán en los ámbitos internacionales y también fue uno de los creadores e impulsores tanto de la Unión Federalista de las Comunidades Étnicas Europeas como del Centro de Hermandad Occitano-Catalán. El 26 de juny de 1976 recibió en el monasterio de Sant Miquel de Cuixà la medalla de plata del Centre Excursionista de Catalunya.
Su biblioteca personal se puede consultar en la Biblioteca de Cataluña. Este donativo comprende unos 1400 documentos sobre historia de Cataluña e historia en general.
Su fondo personal se encuentra depositado en el CRAI Biblioteca del Pavelló de la República de la Universitat de Barcelona. Consta de correspondencia recibida y/o escrita por Josep M. Batista i Roca, documentos diversos, documentos de diferentes instituciones políticas y culturales y escritos que redactó en la época de su exilio.

## Obras[3]
- Rabindranath Tagore, poeta bengalí (1918)
- "Raça, Poble i Nació", article en la Revista de Catalunya, 1926
- Manual d'excursionisme (1927)
- La desintegració d'Espanya i les idees de Toynbee (1968)
- La formació històrica de l'Estat Espanyol